# Erigorgus fibulator
Erigorgus fibulator là một loài tò vò trong họ Ichneumonidae.